# Phylloscopus occisinensis
A Phylloscopus occisinensis a verébalakúak (Passeriformes) rendjébe, ezen belül a füzikefélék (Phylloscopidae) családjába tartozó faj.

## Rendszerezése
A fajt Marten, Sun és Päckert írták le 2008-ban. Sorolják a Phylloscopus affinis alfajaként Phylloscopus affinis occisinensis néven.

## Előfordulása
Kína területén honos.

## Természetvédelmi helyzete
A Természetvédelmi Világszövetség Vörös listáján nem szerepel.

## További információ
- Képek az interneten a fajról
- Xeno-canto.org - a faj hangja és elterjedési területe. [2022. február 21-i dátummal az eredetiből archiválva].